# Not Guilty
«Not Guilty» (с англ. — «Невиновен») — песня, написанная Джорджем Харрисоном и выпущенная на его сольном альбоме George Harrison в 1979 году. Песня также известна в исполнении группы «Битлз»; версия, записанная группой, вошла в состав альбома Anthology 3 (1996).
Версия Харрисона отличается более спокойным звучанием, в ней задействованы акустическая гитара и электрическое пианино, тогда как версия «Битлз» звучит более жёстко, с использованием электрогитары (с эффектом дисторшн) и клавесина.

## История создания
Песня была написана Джорджем Харрисоном в 1968 году, вскоре после возвращения группы из Ришикеша. Акустическая демоверсия песни была записана в мае 1968 года в доме Харрисона. Эта версия официально не выпущена, хотя имеет хождение на бутлегах.
Группа рассматривала данную песню как кандидата на включение её в «Белый альбом» и даже работала над ней в студии в течение четырёх дней (7-9 и 12 августа 1968 года). Песня изобилует различными изменениями размера, поэтому работа над ней потребовала очень большого количества дублей. Однако было решено всё же не включать данную песню в альбом, в результате чего результат той работы оставался неопубликованным до 1996 года, когда песня была опубликована в альбоме Anthology 3 (в альбоме представлен т. н. «дубль 102», смикшированный и сокращённый Джеффом Эмериком для альбома Sessions, чьё издание планировалось в 1985 году, но так и не было осуществлено).
В записи версии «Битлз» участвовали:
- Джордж Харрисон — вокал, гитары
- Пол Маккартни — бас-гитара
- Крис Томас — электрический клавесин
- Ринго Старр — ударные